# Leri Gogoladze
Leri Davidovich Gogoladze (né le 1er avril 1938 à Tbilissi) est un joueur de water-polo soviétique (géorgien), vainqueur d'une médaille d'argent lors des Jeux olympiques de 1960 à Rome.